# シャトー＝サラン
シャトー＝サラン （フランス語:Château-Salins）は、フランス、グラン・テスト地域圏、モゼル県のコミューン。

## 地理
ソルノワ地方（fr）の平野に位置する。ロレーヌの二大都市、メスの南東、ナンシーの北東の中間にある。

## 歴史
コミューンとその周辺の自然区分であるソルノワ地方は、かつて塩（sel）の採掘が行われていたことにその名が由来する。
シャトー＝サランの歴史は比較的新しい。現在城のある場所、そしてコミューンの土地はかつてメス司教座のものだった。この一帯はロレーヌの戦略上の要所でもあり、1277年にロレーヌ公フェリー3世がバル伯ティボー2世は、アメレクールとその町にある塩田の1/3の税金を半分ずつ分かち合うことになった。
言い伝えによると、サン＝ニコラ＝ド＝ポルへ向かう巡礼者が塩の鉱泉を発見したという。1340年、ロレーヌ公フェリー4世の未亡人で摂政のエリザベート・ドートリッシュ（神聖ローマ皇帝アルブレヒト1世の娘）が、塩を採掘する源泉を守るために城を築いた。公爵家の要請によって、メス司教アデマールも城からいくらか離れた場所にボールペールと呼ばれた要塞を築いた。
コミューンは塩の迅速な開発が必要となって、ロレーヌの慣習によって支配される代官区の設置が必要になった。1555年までロレーヌ公は、自らの指揮下にある100人の兵隊を含む辺境の警護隊を維持していた。これによってシャトー＝サランの司法区はムーズ河岸からライン河岸まで拡張された。
住民がアメレクールの教区や市場に依存する以前の1715年、シャトー＝サランに教区がつくられた。
1789年のフランス革命後、シャトー＝サランはサリヌ＝リーブル（Salines libres）と改名し、革命終焉後にもとの名に戻った。
17世紀、シャトー＝サランで生産される塩はライン川を越えて輸出されていた。13.5度に滴定された水源の塩水、および塩田では年間9000トンが生産されていた。製塩業のこの操業方法は1826年に廃止された。
1798年から1852年まで、シャップ方式の電信塔がシャトー＝サランに委託されていた。これはパリ＝ストラスブール間の中継局として利用されていた。

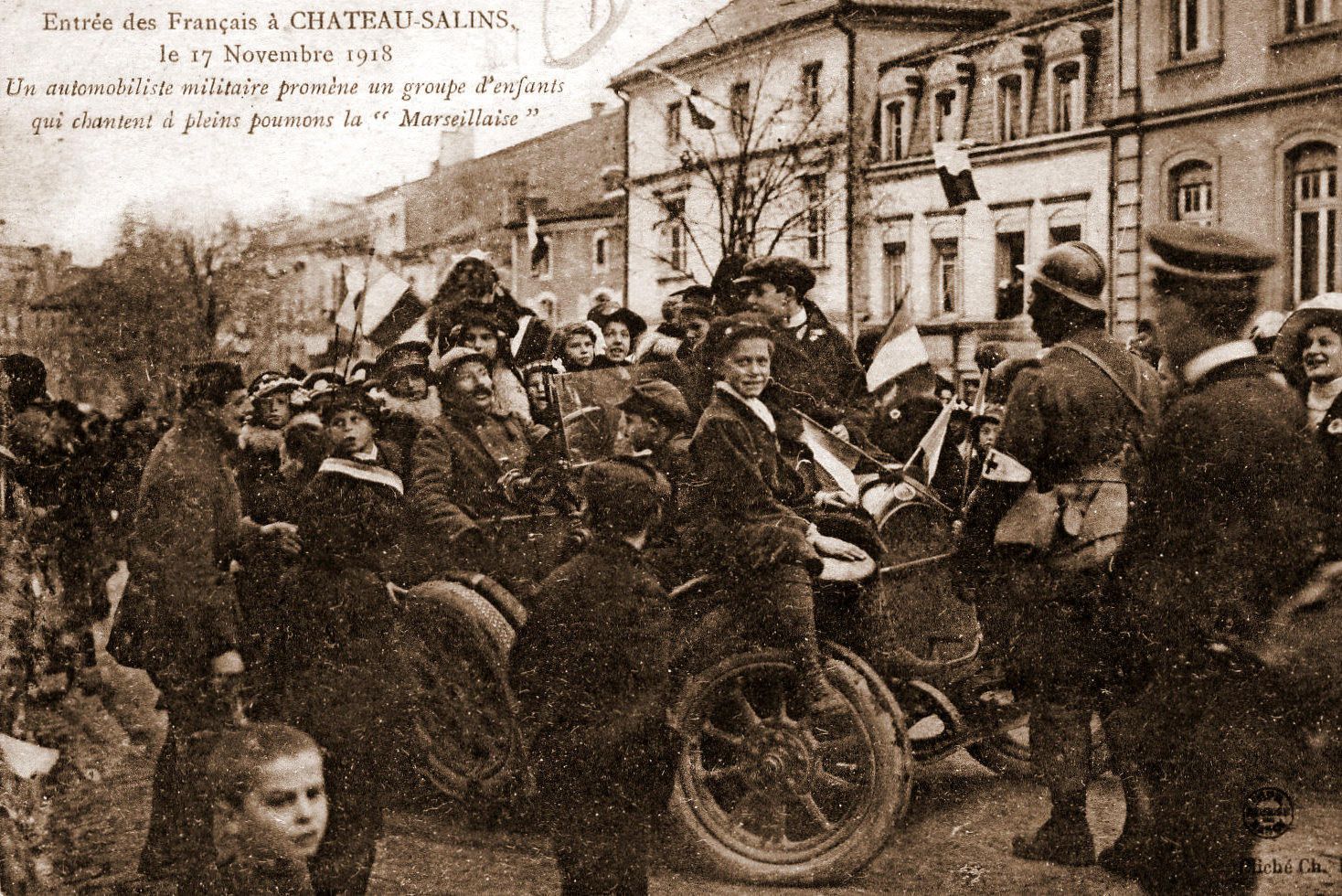
1918年、フランス復帰後のシャトー＝サラン。自動車に乗った軍人が、国歌『ラ・マルセイエーズ』を歌う子供たちの一群に取り囲まれている

1870年から1871年、シャトー＝サランはムルト県の郡庁所在地だった。シャトー＝サランは、陶器、ガラス製品、皮なめし、石膏の工場を有し、アサによる織物生産の一大中心地だった。
現在のモゼル県の他コミューンと同様に、シャトー＝サランは1871年から1918年までドイツ帝国に併合されていた。コミューンはドイツ語名のザルツブルク（Salzburg）で呼ばれた。ドイツ帝国領エルザス＝ロートリンゲン、ロートリンゲン地区の郡庁所在地とされていた。1894年にはコミューン南部でより現代的な方法による塩の抽出が行われていたが、これも1940年に操業を停止した。
第一次世界大戦後にフランスへ復帰したかつてのムルト県のコミューンは、モゼル県に加わった。
第二次世界大戦中、2度目のドイツ併合時代には、町はザルツブルクよりむしろザルツブルゲン（Salzburgen）の名で呼ばれていた。この時代の町は郡庁所在地となり、国家社会主義ドイツ労働者党の大管区ヴェストマルクが置かれていた。シャトー＝サランは1944年11月7日、ジョージ・パットン将軍率いるアメリカ軍第3軍によって解放された。

## 人口統計
2016年時点のコミューン人口は2453人で、2011年時点の人口より0.49%増加した。
| 1962年 | 1968年 | 1975年 | 1982年 | 1990年 | 1999年 | 2005年 | 2016年 |
| ------ | ------ | ------ | ------ | ------ | ------ | ------ | ------ |
| 2174   | 2246   | 2479   | 2461   | 2437   | 2470   | 2569   | 2453   |

参照元:1962年から1999年までは複数コミューンに住所登録をする者の重複分を除いたもの。それ以降は当該コミューンの人口統計によるもの。1999年までEHESS/Cassini、2006年以降INSEE

## 交通
鉄道のシャトー＝サラン駅にはかつて、ナンシー＝サルグミーヌ区間、メス＝シャトー＝サラン間の2路線が通っていた。

## 出身者
- アルセーヌ・ダルメステテール
- ジャーム・ダルメステテール（1849-1894） - 言語学者。上記の人物の弟
- フィリップ・ガイヨ（1965-） - 元プロサッカー選手

## 姉妹都市
- ビルケンフェルト、ドイツ
- クラスニク、ポーランド